# Cincuenta Biblias de Constantino

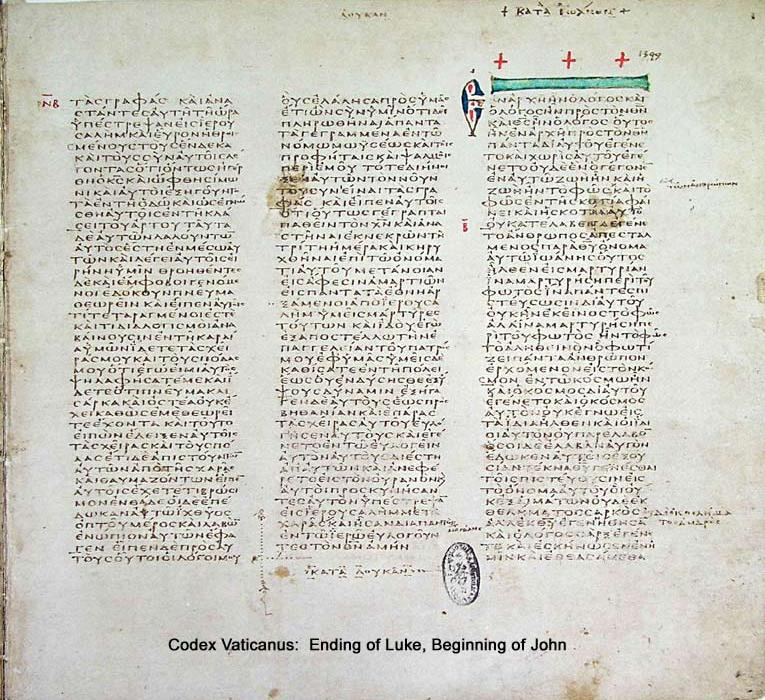
Codex Vaticanus

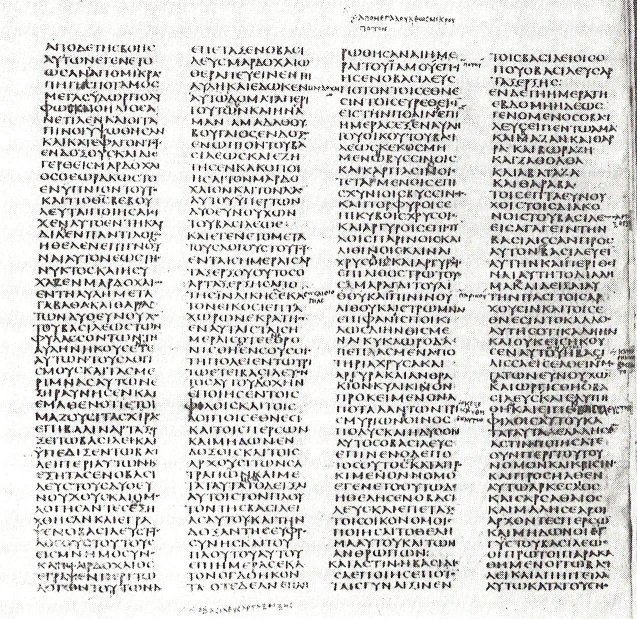
Codex Sinaiticus

Las cincuenta Biblias de Constantino fueron cincuenta códices que contenían el texto de la Biblia cristiana en griego, tanto el Antiguo como el Nuevo Testamento. Fueron mandados hacer el año 331 por Constantino I y coordinadas por Eusebio de Cesarea. Se hicieron porque el gran incremento de fieles en Constantinopla hacía necesario establecer más iglesias, y estas habían de contar con sus Escrituras. El mismo Eusebio, en su Vida de Constantino, cita la carta con la que el emperador le encargó este trabajo personalmente, y esta constituye la única fuente que poseemos de la existencia de estos cincuenta ejemplares de la Biblia.
También se supone que el Códice Sinaítico y el Códice Vaticano serían dos de estas biblias, puesto que su hechura parece reflejar la obra que Constantino encomendó a Eusebio, aunque de esto no puede existir una prueba definitiva.

## Encargo y ejecución
Eusebio de Cesarea, transcribe la carta que le envió Constantino I:

Pues nos ha parecido conveniente manifestar a tu sapiencia el deseo de que ordenes transcribir por expertos calígrafos, escrupulosamente versados en ese arte, cincuenta ejemplares en pergaminos bien elaborados, claramente legibles y de fácil manejo para el uso, de las Sagradas Escrituras, claro está, cuya útil provisión tú sabes lo necesaria que es para la instrucción de las iglesias.

Y sobre la ejecución del encargo, el obispo de Cesarea dice más adelante:

Esto es, pues, lo que ordenó el emperador. La ejecución siguió de inmediato a la orden, enviándole nosotros entonces terniones y cuaterniones en volúmenes preciosamente trabajados.

Sobre la traducción de "terniones y cuaterniones en volúmenes preciosamente trabajados" (ἐν πολυτελῶς ἠσκημένοις τεύχεσιν τρισσὰ καὶ τετρασσὰ διαπεμψάντων ἡμῶν) hay varias interpretaciones:
1. Tres o cuatro códices preparados a un mismo tiempo – Kirsopp Lake y Bernard de Montfaucon;
2. Se enviaron códices en tres o cuatro cajas – F. A. Heinichen;
3. Se prepararon códices compuestos por fascículos de tres o cuatro – Scrivener;
4. Se prepararon códices escritos en tres o cuatro columnas por página – Constantin von Tischendorf, Gebhardt, y Gregory, Kirsopp Lake;
5. Se enviaron códices de tres en tres y de cuatro en cuatro.
6. Algunos códices contenían tres evangelios y otros los cuatro - Eduard Schwartz.

San Atanasio de Alejandría se refirió a otra petición de copiar la Biblia: “Yo le envié volúmenes que contenían las Sagradas Escrituras, que me había ordenado preparar para él”  Esta petición a Atanasio se pondría entre los años 337-339.

## Canon bíblico
Se especula sobre la cuestión de si este encargo habría motivado el desarrollo del canon bíblico. No existe evidencia de ello entre los registros del Primer Concilio de Nicea; sin embargo, san Jerónimo, en su Prólogo a Judit, afirma que el Libro de Judit fue contado en el Concilio de Nicea entre el número de las Sagradas Escrituras.

## CódicesSinaíticoyVaticano
Constantin von Tischendorf, el descubridor del Códice Sinaítico, estaba convencido de que tanto este como el Códice Vaticano eran dos de estas cincuenta Biblias preparadas por Eusebio en Cesarea. A su parecer, el hecho de que el  Vaticanus estuviera escrito en tres columnas y el  Sinaiticus en cuatro, cumpliría lo que Eusebio decía en su carta (ver arriba la interpretación del mismo Tischendorf). Tishendorf's view was supported by Pierre Batiffol.
Frederick Henry Ambrose Scrivener rechazó la teoría de Tischendorf a causa de las diferencias manifiestas entre los dos manuscritos. En el  Sinaítico el texto de los Evangelios está dividida según los cánones eusebianos con referencias a estos, mientras que el  Vaticano seguía otros sistemas más arcaicos de división. El  Vaticano está compuesto por fascículos de cinco folios, mientras que el  Sinaítico contiene 8 por fascículo. De acuerdo con Scrivener, las Biblias de Eusebio se compondrían de fascículos de tres o cuatro folios (ver arriba la discusión a propósito de esto). A propósito de esto, Scrivener opina que la oscura frase de Eusebio en su Vita Constantini no debería usarse para sostener una teoría más bien dudosa.
Westcott y Horta argumentaban que el orden de los libros bíblicos que Eusebio hace en su Historia Eclesiástica (III, 25) no se ve reflejada en ambos códices, lo cual sería extraño si hubiese sido el mismo Eusebio quien hubiese mandado hacer estos códices. Por esto piensan que no sobrevivió ninguna de las cincuenta copias hasta nuestros días.
Kurt Aland, Bruce M. Metzger y Bart D. Ehrman expresan también serias dudas sobre la posibilidad de que ambos códices sean ejemplares de las cincuenta Biblias.

## Otras lecturas
- Elliott, James Keith, The collected biblical writings of T.C. Skeat, Dating and Origin of Codex Vaticanus
- Gardthausen, Victor, Griechische paleographie, 2 vol., Leipzig, 1913
- Gregory, Caspar René, The Canon and Text of the New Testament (Edinburgh 1907)
- Lake, Kirsopp, The Sinaitic and Vatican manuscripts and the copies sent by Eusebius to Constantine, Harvard Theological Review, vol. XI (1918)
- McDonald & Sanders, The Canon Debate
- Price, I. M. (1923), The Ancestry of Our English Bible an Account of Manuscripts, Texts and Versions of the Bible, Sunday School Times Co, s. 146 f.
- Schumacher, Heinrich, A handbook of Scripture study (1922)
- Scrivener, Frederick Henry Ambrose, A Plain Introduction to the Criticism of the New Testament, George Bell & Sons, London (1894)
- Skeat, Teodor Cressy, The Codex Sinaiticus, The Codex Vaticanus and Constantine, Journal of Theological Studies 50 (1999)
- Westcott & Hort, Introduction to the New Testament in the Original Greek (Harper & Brothers: New York, 1882)